# Mare Advertencia Lirika
Mare Advertencia Lirika (Oaxaca, 14 de janeiro de 1985) é uma cantora mexicana de rap, activista social e feminista, de origem zapoteca. Através do rap e outros ritmos musicais faz protesto social. Seus versos falam sobre temas de género, direitos indígenas e a situação política e social do México.

## Prémios e reconhecimentos
Em março de 2013 foi distinguida com o "Reconhecimento María Sabina" outorgado pelo Governo do Estado de Oaxaca e o Instituto da Mulher Oaxaqueña a "mulheres que têm servido de inspiração a muitas mulheres e transformado a vida de muitas outras".

## Obra
- 2007 “3 Rainhas” com Advertencia Lírica
- 2010 "Que mulher"
- 2013 "Experimental Prole"
- 2016 "Sempre viva"